# Daniel Cataraga
Daniel Cataraga (ur. 11 czerwca 1995) – mołdawski zapaśnik startujący w stylu klasycznym. Srebrny medalista mistrzostw świata w 2016 roku.
Brązowy medalista mistrzostw Europy w 2018. Jedenasty na igrzyskach europejskich w 2015. Mistrz świata U-23 w 2017 i 2018, a także ME U-23 w 2015. Trzeci na mistrzostwach Europy juniorów w 2013 roku.